# ワガママ

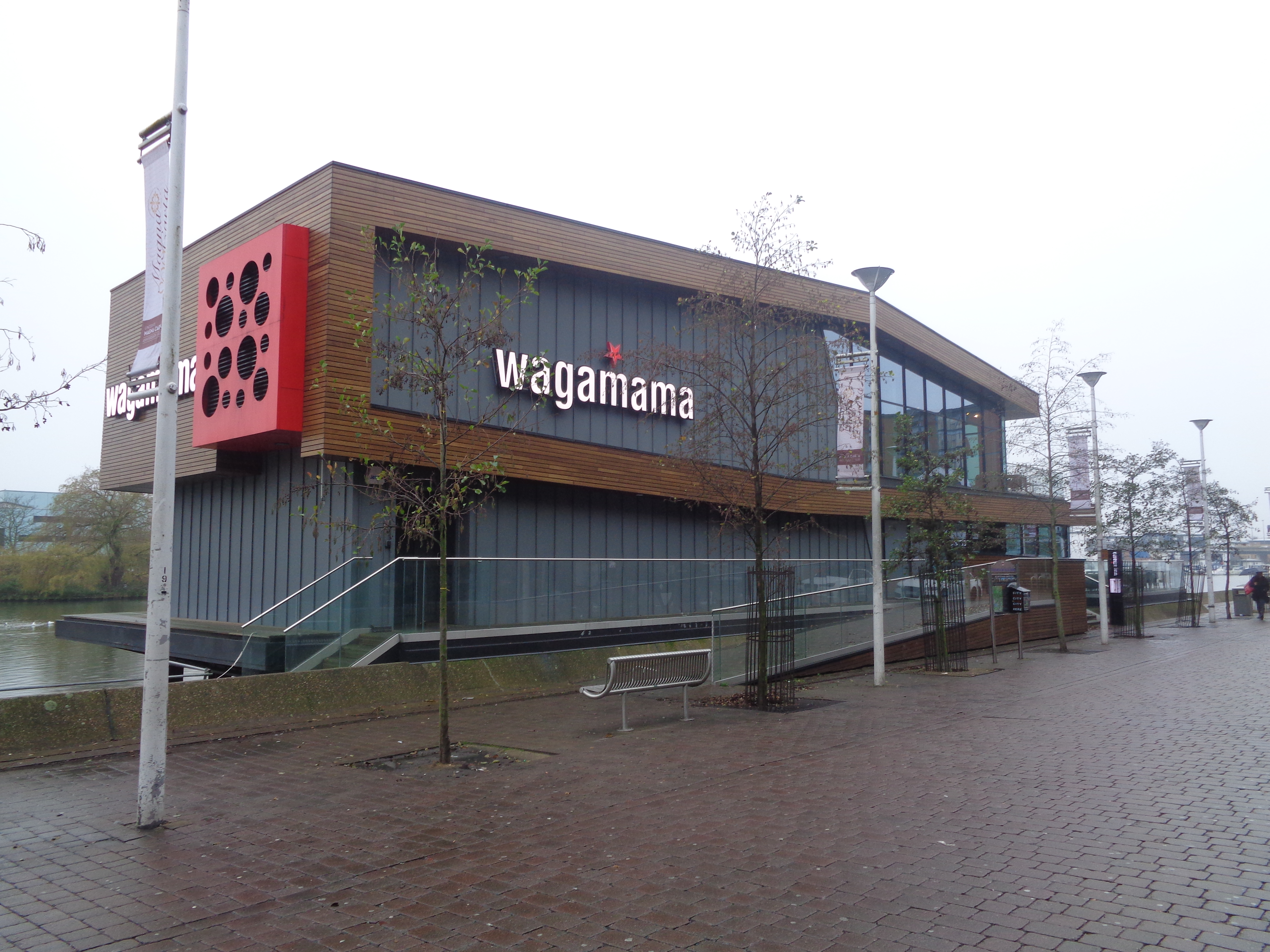
ワガママ

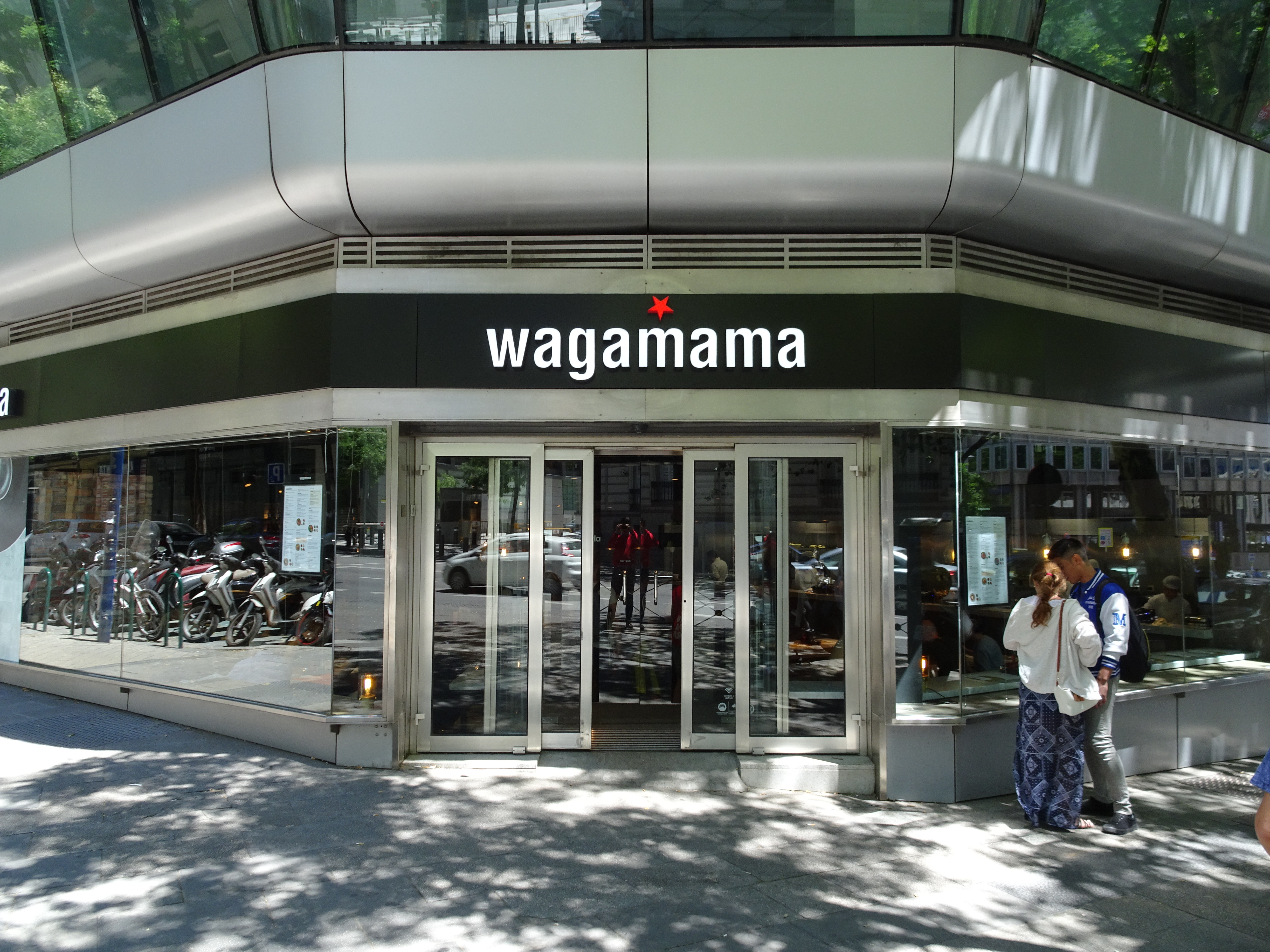
ワガママ

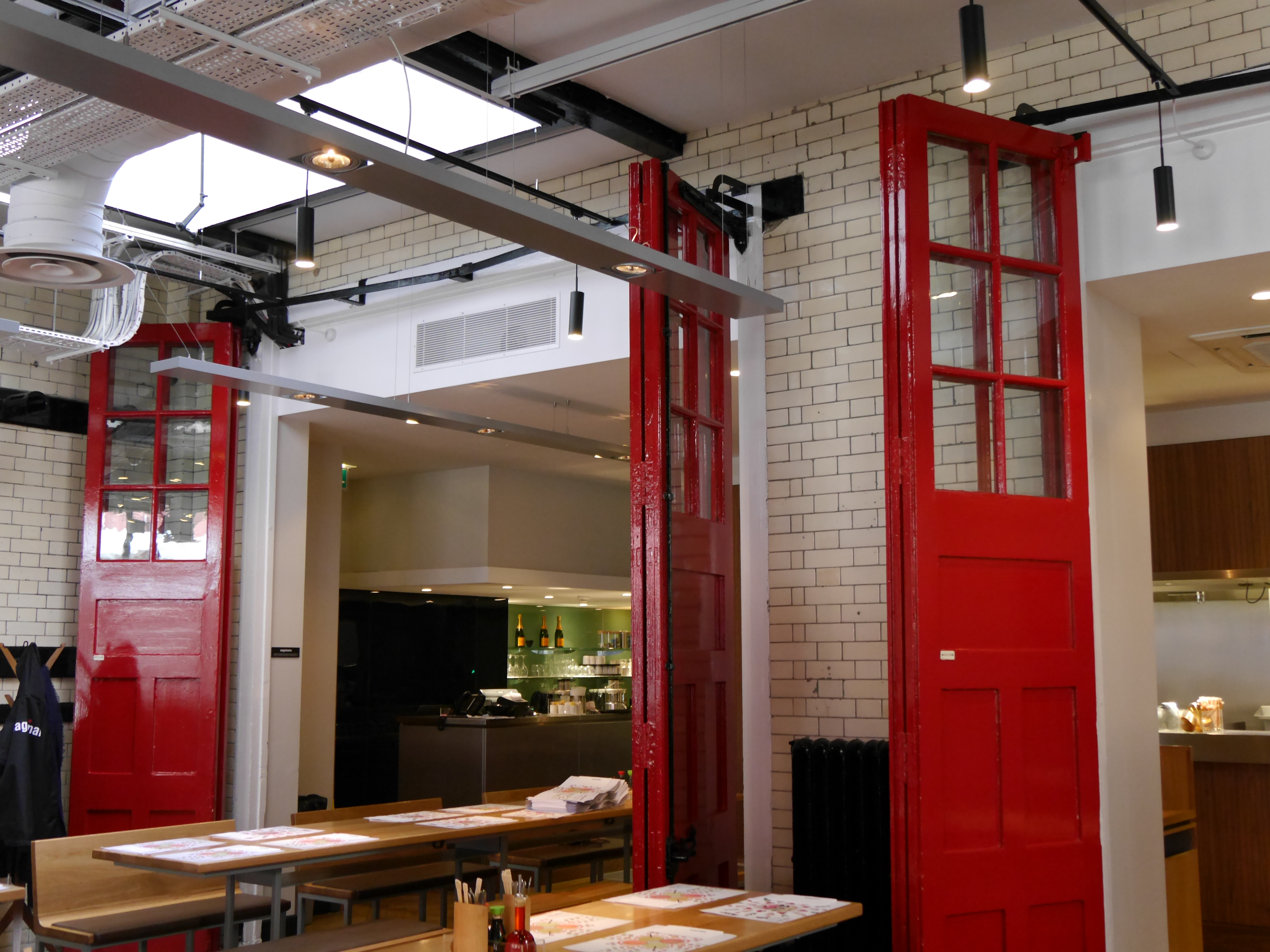
ワガママ

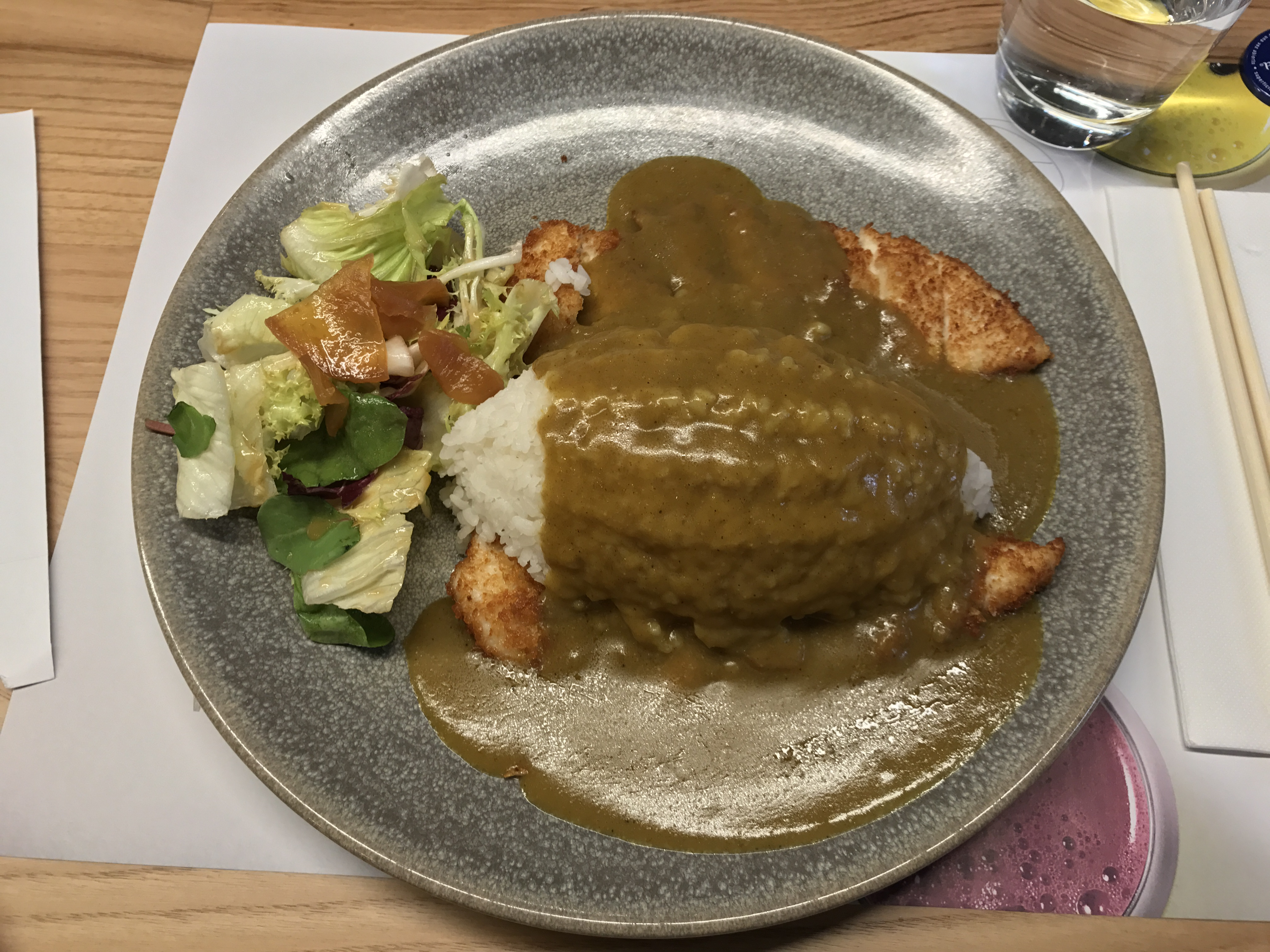
カツカレー）

ワガママ (Wagamama) は、香港人のアラン・ヤウが1992年にイギリスのロンドンで創業し、そこを中心に世界各地に同店舗を広げる日本風料理店、麺専門店である。

## 展開
イギリス以外にはアイルランドやオーストラリア、トルコ、オランダ（アムステルダム）、アメリカ（ボストンに3軒）などでも展開している。名称が日本語であることからも、日本の麺を中心とした料理を提供している。日本では展開していない。
1992年に香港出身のアラン・ヤウ（丘德威）によってロンドンブルームスベリーに第1号店が立ち上げられて以来、ヨーロッパ・アメリカ・中東・アフリカに支店を持っている。

## メニュー
ラーメン (ramen) のほか、鉄板焼き (teppanyaki) やどんぶり (donburi) などが英国向けにアレンジされて提供されている。また、カレーなどの日本以外のアジア料理も含まれている。